# Dead Again (Type O Negative)
Dead Again è il settimo e ultimo album in studio del gruppo musicale statunitense Type O Negative. L'album è stato pubblicato dall'etichetta tedesca SPV/Steamhammer. Si tratta dell'ultimo album pubblicato dal gruppo prima dell'improvvisa scomparsa del frontman Peter Steele, avvenuta nell'aprile del 2010.

## Descrizione
Per la prima volta dopo il loro terzo album Bloody Kisses il gruppo registra la batteria in studio anziché utilizzare una drum machine. Di fatto questo è l'unico album dei Type O Negative dove Johnny Kelly effettivamente suona, nonostante fosse citato nei crediti degli album precedenti come batterista .
Nella copertina dell'album vi è una foto di Grigorij Rasputin. Le scritte sulla copertina sono state fatte con un carattere "falso-cirillico".
L'album è stato ristampato nel 2008 con un DVD contenente performance dal vivo, interviste e video musicali.

## Tracce
1. Dead Again - 4:15
2. Tripping a Blind Man - 7:04
3. The Profits of Doom - 10:47
4. September Sun - 9:46
5. Halloween in Heaven - 4:50
6. These Three Things - 14:21
7. She Burned Me Down - 7:54
8. Some Stupid Tomorrow - 4:20
9. An Ode to Locksmiths - 5:15
10. Hail and Farewell to Britain - 8:55

CD bonus nella versione Best Buy
1. Everything Dies/My Girlfriend's Girlfriend
2. Are You Afraid/Gravitational Constant
3. Christian Woman
4. Love You to Death
5. Black No.1 (Little Miss Scare-All)

DVD nell'edizione speciale
1. Kill You Tonight (Live al Wacken Open Air 2007)
2. Love You to Death (Live al Wacken Open Air 2007)
3. Anesthesia (Live al Wacken Open Air 2007)
4. Christian Woman (Live al Wacken Open Air 2007)
5. The Profit of Doom (Video musicale)
6. September Sun (Video musicale)

## Formazione
Gruppo
- Peter Steele - voce, basso
- Kenny Hickey - chitarra, cori, voce aggiuntiva in The Profit Of Doom, September Sun, Halloween in Heaven, These Three Things, Some Stupid Tomorrow, An Ode to Locksmiths
- Josh Silver - tastiere, sintetizzatore, effetti, cori
- Johnny Kelly - batteria, percussioni, cori

Altri musicisti
- Paul Bento - sitar nel brano The Profit of Doom
- Tara Vanflower - voce femminile nel brano Halloween in Heaven